# Resolução 166 do Conselho de Segurança das Nações Unidas
Resolução 166 do Conselho de Segurança das Nações Unidas, foi aprovada em 25 de outubro de 1961, após análise do pedido da República Popular da Mongólia para ser membro da Organização das Nações Unidas, o Conselho recomendou à Assembleia Geral que a República Popular da Mongólia deve ser admitido.
Foi aprovada com 9 votos, com uma abstenção dos Estados Unidos. A República da China não participou na votação.